# بيرسي هربرت
بيرسي هربرت (12 أغسطس 1878 بشوريهام في المملكة المتحدة - 24 يناير 1958 في المملكة المتحدة) (بالإنجليزية: Percy Herbert)‏ هو لاعب كريكت بريطاني (وحمل سابقاً جنسية المملكة المتحدة لبريطانيا العظمى وأيرلندا).

## وصلات خارجية
- بيرسي هربرت على موقع إي آس بي آن كريك إنفو (الإنجليزية)